# النزوة (مسلسل)
النزوة هو مسلسل تلفزيوني مصري يعد النسخة العربية من المسلسل الأجنبي العلاقة (The Affair). أنتج المسلسل في 15 حلقة من إخراج أمير رمسيس وبطولة خالد النبوي، عمر الشناوي، عائشة بن أحمد، وعرض على منصة شاهد.

## طاقم العمل
- خالد النبوي بدور عمر شاهين
- عائشة بن أحمد بدور هالة
- عمر الشناوي بدور سيف
- سالي شاهين بدور مها
- مراد مكرم بدور أشرف